# Clarewood
Clarewood var en civil parish 1866–1955 innan det uppgick i Whittington, i grevskapet Northumberland i England. Civil parish var belägen 7 km från Corbridge och hade 74 invånare år 1951. Det inkluderade Halton Shields.